# 长春胺
长春胺（英語：Vincamine），商品名奥勃兰（英語：Oxybrain）等，是一种单萜吲哚生物碱，存在于小蔓长春花（学名：Vinca minor）的葉中，约占其吲哚生物碱重量的25-65%。长春胺也可以从相关生物碱中合成。

## 用途
长春胺在欧洲作为处方药出售，用于治疗原发性退行性和血管性痴呆。在中华人民共和国，长春胺也是一种处方药，适应症包括治疗衰老期心理行为障碍、急性脑血管病及脑外伤后综合征、缺血性视网膜疾病、耳蜗前庭疾病。在美国，当标明可供成人使用六个月或更短时间时，允许将其作为膳食补充剂出售。长春胺最常见的剂型是缓释片剂。

## 化学

### 合成
水甘草碱可用于长春胺的半合成。

### 衍生物
长春西汀是长春胺的衍生物，用于治疗脑血管疾病和作为膳食补充剂。长春胺衍生物也被研究作为抗成瘾剂和抗糖尿病剂。

## 研究
长春胺可能具有益智作用。它已被研究作为新型抗癌药物。
美国国家毒物计划记录了对长期使用长春胺的担忧。2018年，中国国家药品监督管理局根据药品不良反应评估结果，要求修订长春胺缓释胶囊说明书。

## 外部連結
- (PDF).   [2012-01-30]. （原始内容 (PDF)存档于2015-06-08）.
- Chemical Selection Working Group.  (PDF). Summary of Data for Chemical Selection. NIH - United States National Institutes of Health.   [2007-04-23]. （原始内容存档 (PDF)于2011-10-21）.